# Italien i olympiska sommarspelen 1896
En deltagare, Giuseppe Rivabella, från Italien ställde upp i skytte vid de olympiska sommarspelen 1896 i Aten, men han tog inte någon medalj. Det gör att Italien räknas till en av de fjorton länder som hade deltagare på plats vid de första olympiska spelen.
Ytterligare en italiensk idrottare fanns på plats vid spelen. Carlo Airoldi som hade gått hela vägen från Milano ner till Aten ställde upp i maratonloppet, men han blev dömd som professionell idrottsman och fick därmed inte ställa upp då tävlingarna i de olympiska spelen endast var för amatöridrottare.